# I.N.V.U.
Omfång: 4 volymer finns översatta till svenska

Författare: Kim Kang Won

Ursprunglig publikation: 2004 - (pågår)

Svensk publikation: 2005 - (pågår)

Översättare: Nika Hashiguchi och Richard Schicke

Svenskt förlag: De tre första gavs ut av Mangismo och den fjärde boken gavs ut av Egmont 'kärnan'

Läsriktning: vänster till höger.

I.N.V.U. (I envy you) är en dramatisk, spännande och romantisk berättelse om fyra tonårstjejers liv och deras upplevelser med vänner, förälskelser, problem och svårigheter. Serien är pausad efter tre volymer och finns även utgiven i Australien, Storbritannien, Tyskland och USA. Den handlar om 16-åriga Sey som får bo hos en okänd familj medan hennes mamma flyttar till Italien för att skriva en ny roman. Snart inser hon att hon inte är den enda som har familjeproblem. Familjens enda son Terry visar sig vara en flicka som klär ut sig till en pojke för att få hennes chockade mamma att tro att hon är sin bror som dog i en bilolycka för ett år sedan. Hennes mamma som lider av minnesförlust skulle få ett sammanbrott om hon fick reda på att hennes son dog. Hon minns inte att hon har en dotter utan tror helt och hållet på att Hali är en pojke. 
Sey får samtidigt annat att tänka på. När hon söker efter ett deltidsjobb för att försörja sig själv så skaffar hennes väninna Ria henne jobb på en bensinstation tack vare hennes pojkvän Siho. Själv verkar Siho ha fått upp ögonen för Sey och försöker att fånga hennes intresse. 
I andra boken får Sey problem på bensinstationen och Siho kommer till undsättning. Men i utbyte så måste Sey ge Siho privatlektioner efter skolan.
Serien handlar om vänskap kärlek och drömmar och modeller.